# Danjelvattnet
Danjelvattnet är en sjö i Strömsunds kommun i Jämtland och ingår i Ångermanälvens huvudavrinningsområde. Sjön har en area på 0,0338 kvadratkilometer och ligger 779,8 meter över havet.

## Delavrinningsområde
Danjelvattnet ingår i det delavrinningsområde (719567-141736) som SMHI kallar för Mynnar i Stor-Blåsjön. Medelhöjden är 623 meter över havet och ytan är 22,5 kvadratkilometer. Det finns inga avrinningsområden uppströms utan avrinningsområdet är högsta punkten. Lillälven som avvattnar avrinningsområdet har biflödesordning 3, vilket innebär att vattnet flödar genom totalt 3 vattendrag innan det når havet efter 359 kilometer. Avrinningsområdet består mestadels av skog (84 procent) och kalfjäll (15 procent). Avrinningsområdet har 0,03 kvadratkilometer vattenytor vilket ger det en sjöprocent på 0,1 procent.